# Peter Heel

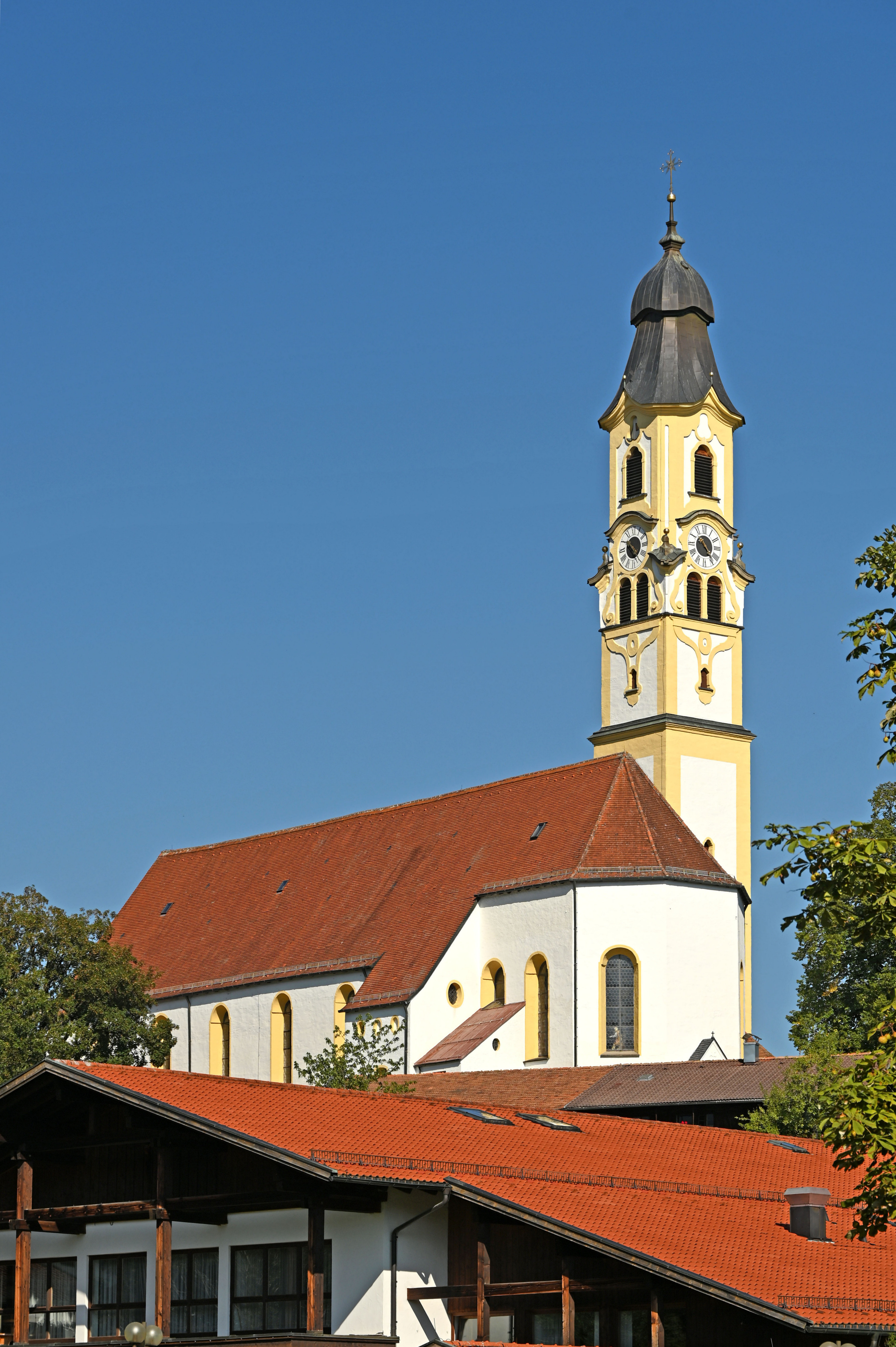
Pfarrkirche Pfronten mit dem „Bildhauerturm“

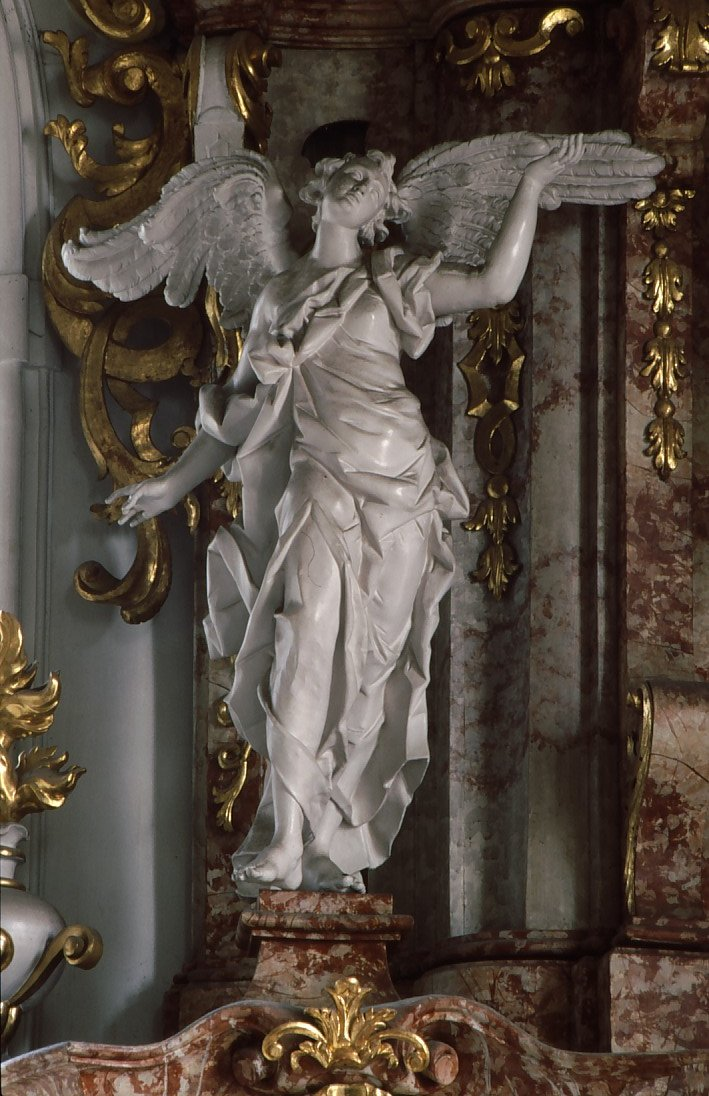
Engel von Peter Heel am Hochaltar in Wolfegg

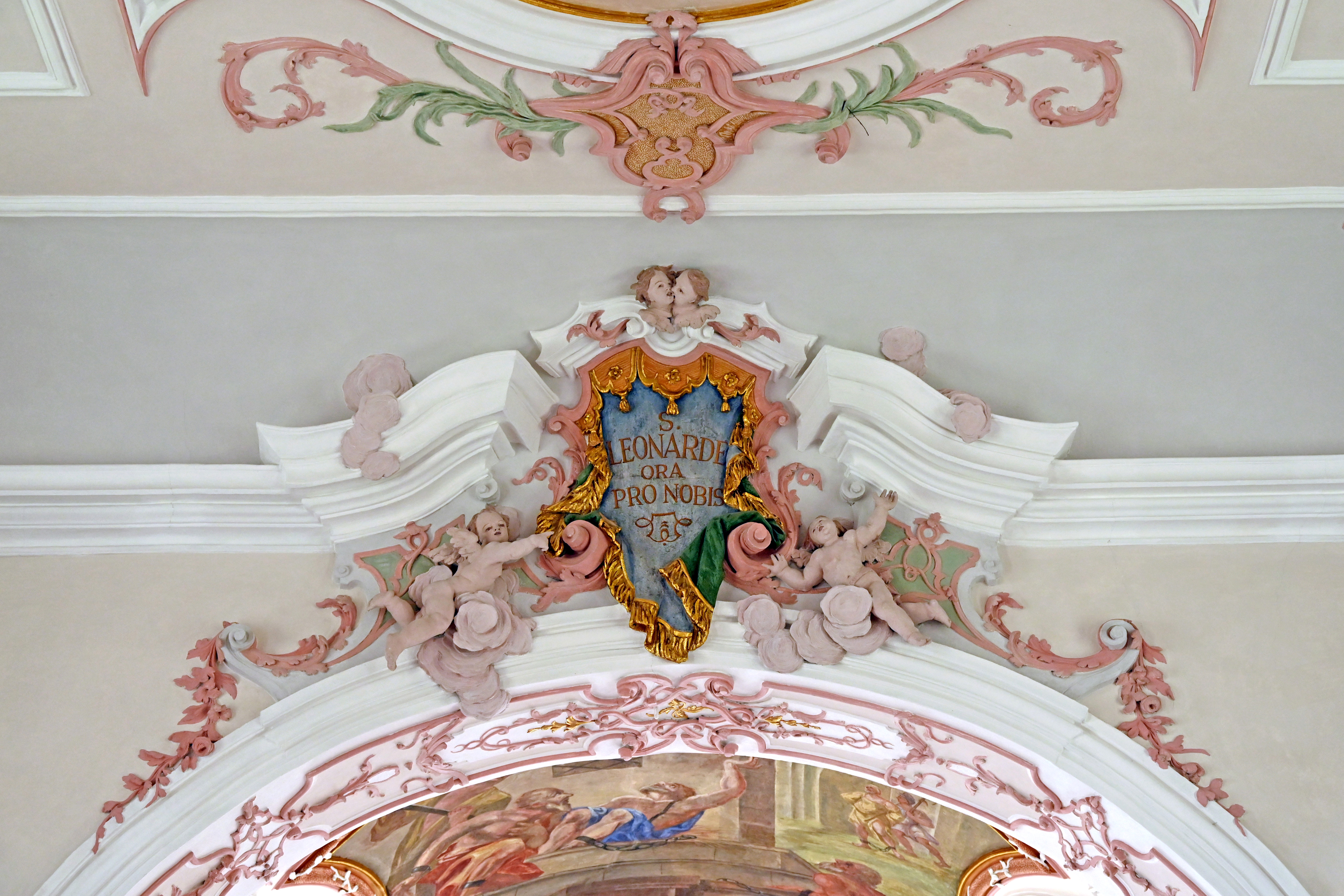
Stuckarbeit in der Filialkirche Pfronten-Heitlern

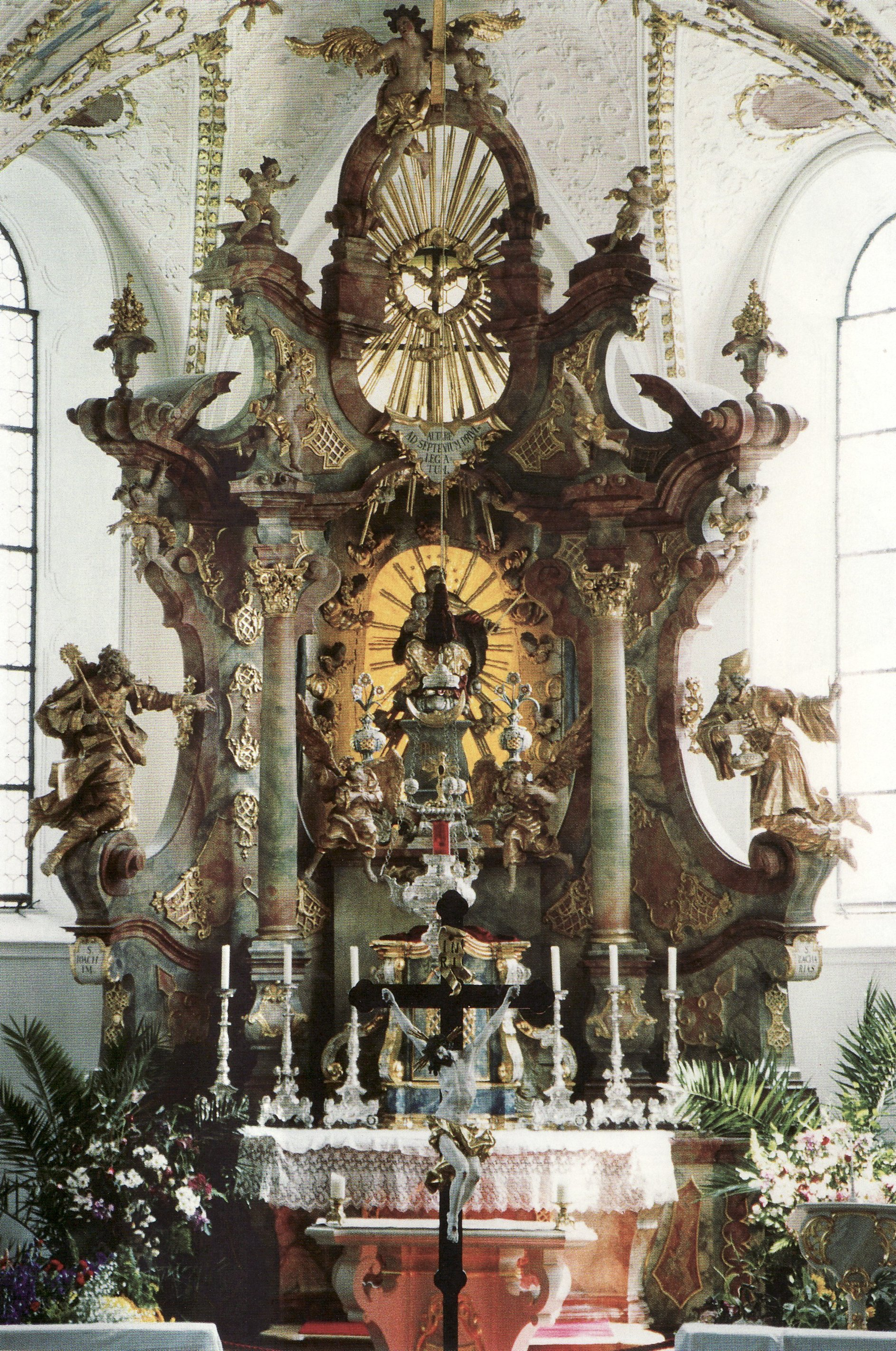
Hochaltar der Wallfahrtskirche Maria Hilf in Speiden

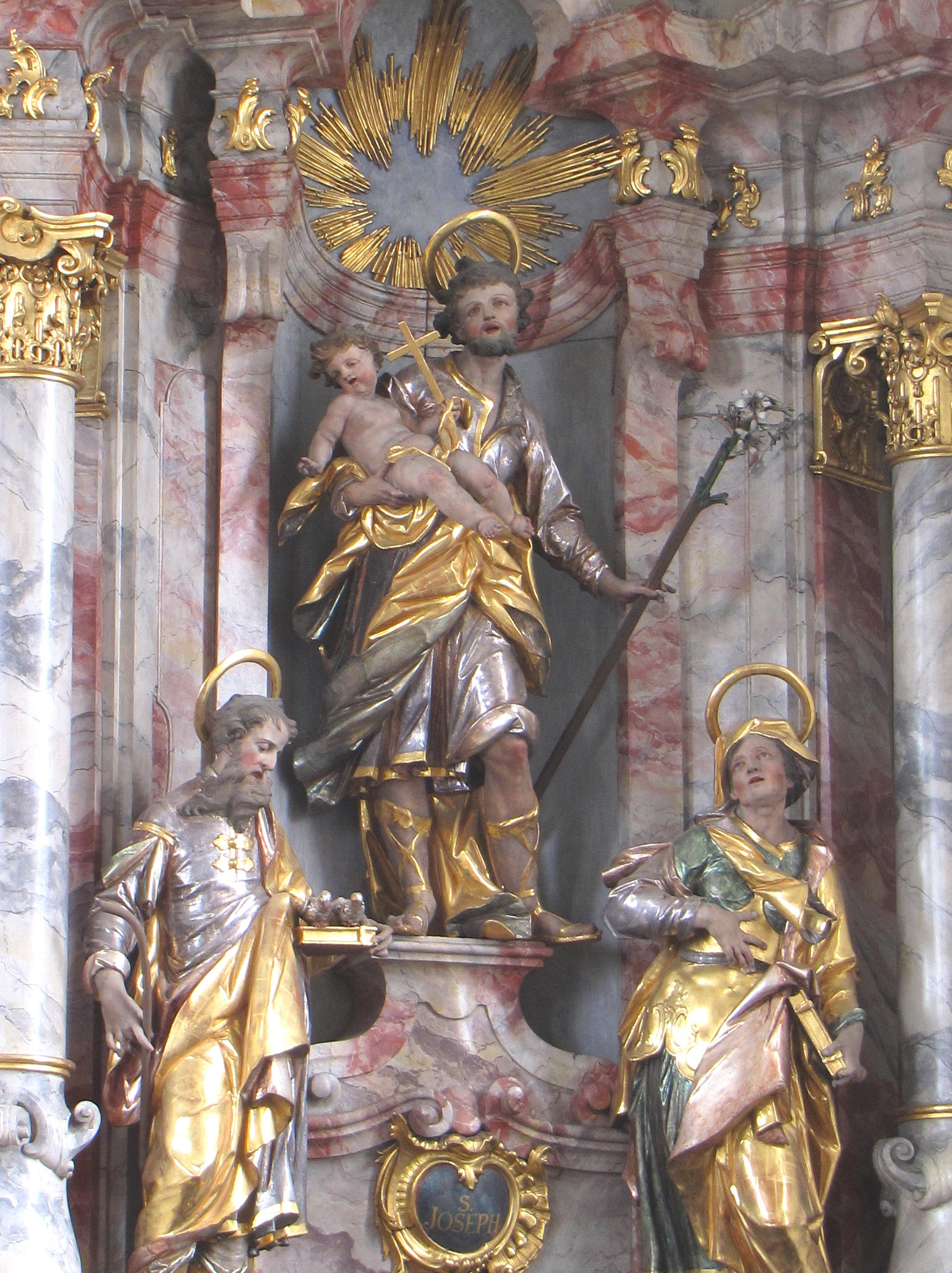
Figuren im St. Joseph-Altar in Wehringen

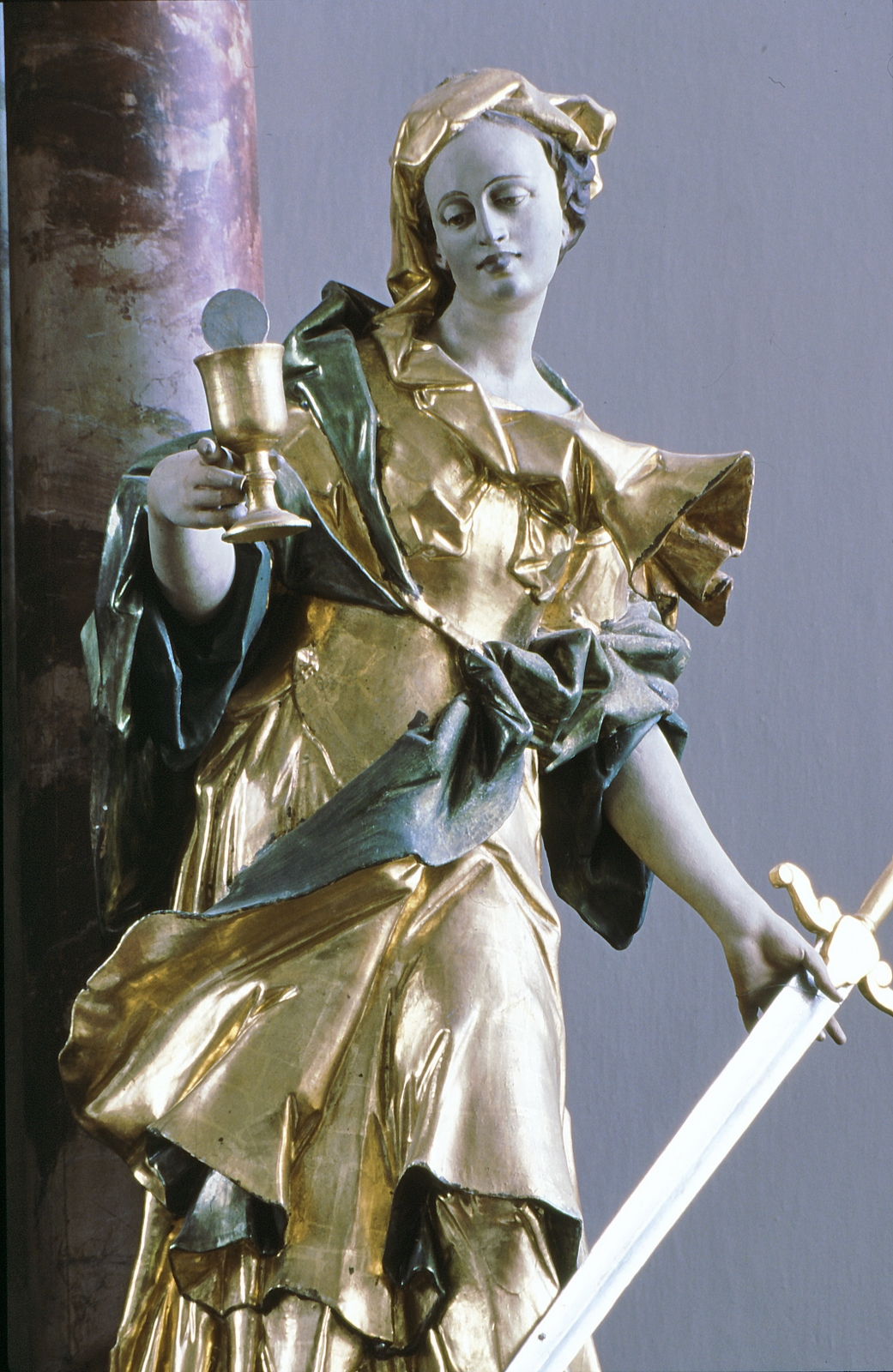
Hl. Barbara in der Kirche von Schöllang

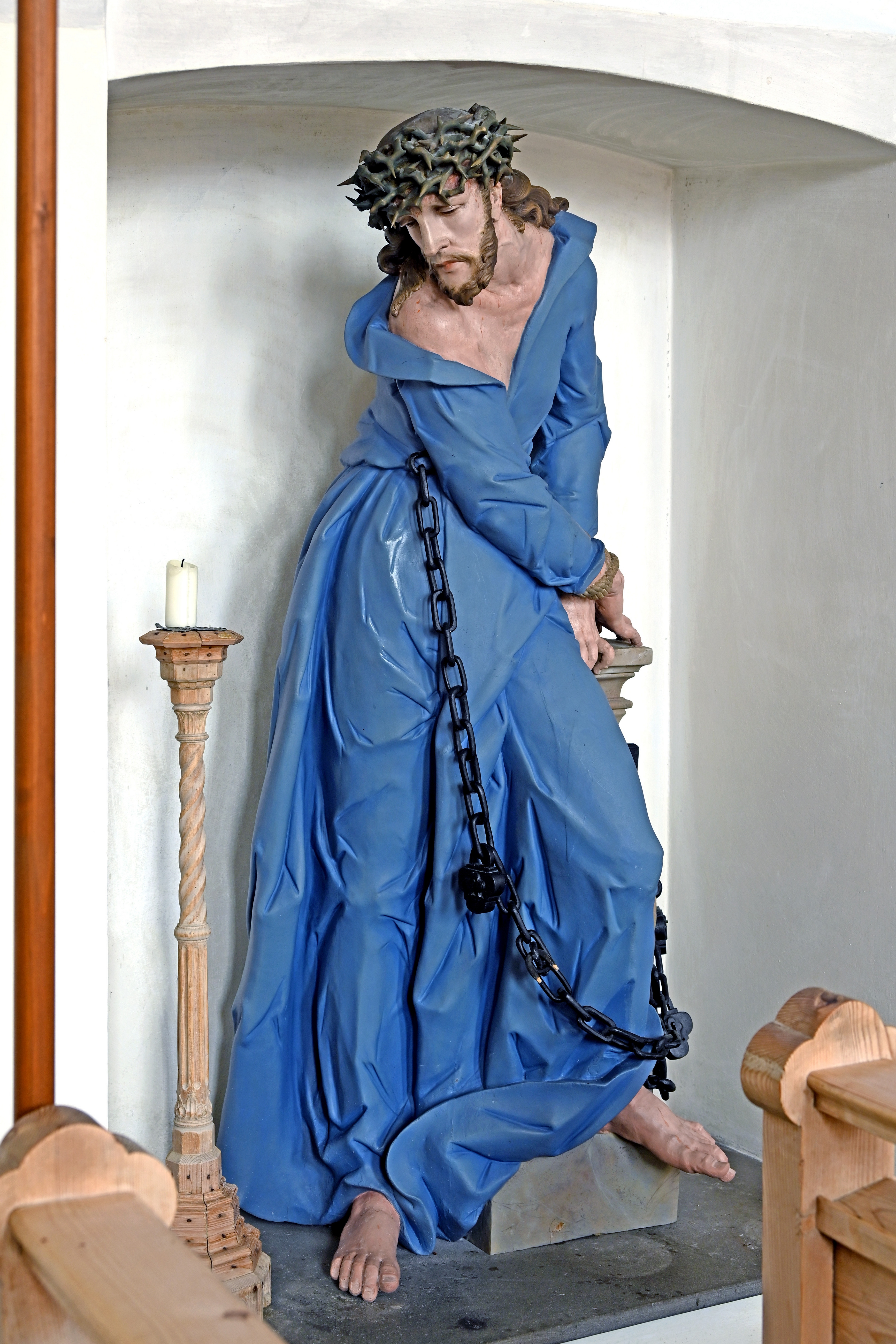
Kerkerchristus in der Pfarrkirche Zell (Eisenberg/Allgäu)

Johann Peter Heel (* 9. Mai 1696 Pfronten-Ried; † 26. April 1767 in Pfronten-Röfleuten) war ein deutscher Bildhauer des Rokoko. Ein Zeitgenosse Heels, der Benefiziat Seyfried in Maria Rain, nennt ihn den „vornemmen Bildhauer zu Pfronten“. Peter Heel ist der Halbbruder des Freskenmalers Johann Heel.

## Leben
Peter Heel wurde als ältester Sohn von insgesamt acht Kindern des begüterten Gastwirts Martin Heel und seiner zweiten Frau Katharina, geb. Sprenger, geboren. Seine erste künstlerische Ausbildung wird er in seinem Heimatort selbst bekommen haben. Hier lebten im 17. und 18. Jahrhundert viele tüchtige Kunsthandwerker, darunter der Bildhauer Nikolaus Babel. Peter Heel hat ziemlich sicher eine Akademie besucht, denn er wird in den Briefprotokollen des Amtmannamtes Pfronten oft als „Herr“ bezeichnet, ein Titel, der hier nur Studierten zukam. Stilistische Querverbindungen weisen auf eine Ausbildung bei Ehrgott Bernhard Bendl in Augsburg. Hinweise gibt es auch für eine lebenslange Freundschaft mit Joseph Anton Feuchtmayer.
Heel heiratete erst 1739 die Maria Ursula Schneider, die Schwester der Frau seines Halbbruders Johann Heel, der in Göggingen als Maler arbeitete. Peter Heel starb kinderlos. In der Sterbematrikel wird er als artis statuariae peritissimus (sehr erfahren in der Bildhauerkunst) bezeichnet.

## Werk

### Bildhauer und Stuckateur
Nur ganz wenige Figuren aus der Hand Peter Heels sind auch archivalisch für ihn gesichert. Jedoch können ihm sehr viele Plastiken im süddeutschen Raum zugeschrieben werden.
Heels Figuren zeichnen sich durch hohe Eleganz und ekstatische Bewegtheit aus. Typisch für den Bildhauer ist vor allem die Ausarbeitung der Gewänder mit einer Vielzahl kantiger, prismatisch geformter Falten. Hier erweist sich Heel als exzellenter Könner.
Als Bildhauer durfte Heel auch Stuckierungsarbeiten übernehmen. Archivalisch nachgewiesen ist seine Tätigkeit in der Filialkirche St. Leonhard in Pfronten-Heitlern. Den Chorraum schmücken reiche figürliche und pflanzliche Stuckdekorationen sowie vorzügliche vollfigurige Putti. Wahrscheinlich hat Heel auch in der Wallfahrtskirche Frauentödling (Niederbayern) gearbeitet, wo sein Halbbruder Johann Heel (1685–1749) signierte Fresken gemalt hat.

### Bausachverständiger
Als 1746 ein Neubau des Pfrontener Kirchturmes notwendig wurde, hat Heel Maße und Formen des schlanken Rokokoturmes konzipiert und zusammen mit dem Amtmann Mang Anton Stapf auch die Bauarbeiten geleitet. Die Tradition will wissen, dass der 61 Meter hohe „Bildhauerturm“ deswegen so hoch ausgefallen ist, weil Heel von seinem Anwesen in Pfronten-Röfleuten auf die Kirchturmuhr der Pfarrkirche in Pfronten-Berg sehen wollte.

### Altarbauer
Heels Formenreichtum beweist am besten der Choraltar der Wallfahrtskirche Maria Hilf in Speiden mit seinen C-förmigen Voluten. Die Säulen haben hier ihre tragende Funktion verloren, so dass der Eindruck eines zwischen den Masten geblähten Segels entsteht. Diese Szenerie wird als Schiff gedeutet, mit dem die Mutter Gottes die Gläubigen sicher durch die Stürme des Lebens geleitet.

## Werkverzeichnis
Neben den spärlichen archivalisch gesicherten Werken Heels gab es bisher auch einige wenige allgemein anerkannte Zuschreibungen. Durch gezielte Nachforschungen und Stilvergleich konnten dem Pfrontener Bildhauer in den letzten Jahren jedoch viele weitere und bislang unbekannte Arbeiten neu zugeschrieben werden. Im nachfolgenden Werkverzeichnis werden davon nur die wichtigsten angeführt.
Die archivalisch belegten Werke sind durch den Zusatz „arch.“ gekennzeichnet.
- 1717/1721: Weingarten, Basilika: Mitarbeit am Chorgestühl (arch.)
- um 1725: Aldersbach, ehem. Zisterzienser-Abteikirche: Mitarbeit an der Figurenausstattung
- 1725/1730: Pfronten-Heitlern, Filialkirche: Stuckierung (arch.)
- um 1730: Frauentödling/Niederbayern: Wallfahrtskirche: Stuckierung
- um 1730: Kranzegg, Marienkapelle: 3 Altäre mit Figuren
- 1730/1735: Rettenberg, Pfarrkirche St. Stephan: Altarentwürfe (?), Altarplastik (arch.), Kanzel
- 1730/1740: Karlsruhe, Museum: 2 Figuren
- 1730/1740: Breitenwang (Tirol), Pfarrkirche: Tabernakel mit Plastik
- 1732: Wallfahrtskirche Speiden: 3 Altäre mit Figuren und ein Kruzifix (arch.)
- um 1735 (?): Untermaiselstein, Pfarrkirche: „Christus in der Rast“
- 1736: Wolfegg, Pfarrkirche: Hochaltarplastik (arch.)
- 1737: Dillingen, Hl. Johannes von Nepomuk (arch.)
- 1737: Wolfegg, Gruftkapelle: Altarplastik (arch. – verschollen!)
- 1737/1738: Pfronten-Heitlern, Filialkirche: Hochaltar (arch.)
- 1739: Eckarts, Pfarrkirche: 2 Seitenaltäre (3 Figuren jetzt im Georgianum, München)
- um 1740: Bichlbach (Tirol), Pfarrkirche: 2 Seitenaltarfiguren
- 1740/1741: Pfronten-Weißbach: 2 Putten und 2 Leuchter
- 1741: Schöllang, Pfarrkirche St. Michael: 2 Figuren und 2 Engel am Hochaltar
- 1743: Eisenberg-Zell, Pfarrkirche: Kerkerchristus
- 1746/1749: Pfronten-Berg, Pfarrkirche: Kirchturm (Entwurf und Bauleitung, arch.)
- 1747: Oberostendorf, Pfarrkirche: 4 Nischen-Figuren im Chor
- um 1750: Weiler, Museum: Altarentwurf (signiert – jetzt verschollen!)
- um 1750: Seifriedsberg, Pfarrkirche St. Georg: 14-Nothelfer-Relief, 4 Kanzelfiguren (jetzt in der Alten Pfarrkirche von Senden), große Krippenfiguren
- um 1750: Innergschwend, Kapelle: kniende Maria Immakulata
- um 1750: Mittelneufnach, Pfarrkirche St. Johannes Evangelist: Kreuzgruppe
- um 1750: Fischen, Pfarrkirche: 2 Kanzelfiguren, 4 Seitenaltarfiguren
- um 1750 (?): Füssen, Pfarrkirche St. Mang: 4 Leuchterengel (2 jetzt in der Sakristei, die beiden anderen in der Hüttenkapelle von Pflach/Tirol)
- um 1750: Sonthofen, Heimatmuseum: Sitzfigur des Evangelisten Markus
- 1753: Füssen, Pfarrkirche St. Mang: Orgelprospekt mit Figuren und Zierrat (arch.)
- 1754: München, Graphische Sammlung: Kanzelentwurf (signiert)
- 1754/1755: Wehringen, Pfarrkirche St. Georg: rechter Seitenaltar mit Figuren (arch.), linker Seitenaltar
- um 1755: Lermoos (Tirol), Pfarrkirche: 2 Büsten, 2 Beicht- und Chorbetstühle
- um 1760: Rottach, Filialkirche St. Antonius („Kerkerkapelle“): Kerkerchristus
- 1760/1765: Füssen-Weißensee, Pfarrkirche: 2 Reliquienbehälter, Vortragekreuz (arch.)
- 1762/1763: Wertach, Kapelle St. Sebastian: Kruzifix
- 1762/1765: Maria-Rain, Wallfahrtskirche: Planung der Rokoko-Ausstattung (arch.), Tabernakelaltar
- um 1765: Oy, Pfarrkirche: Mater Dolorosa
- um 1765: Sulzschneid, Pfarrkirche: Kerkerchristus
- um 1765: Wängle (Tirol), Pfarrwidum: kniender hl. Johannes von Nepomuk

Weitere hervorragende Arbeiten von Peter Heel

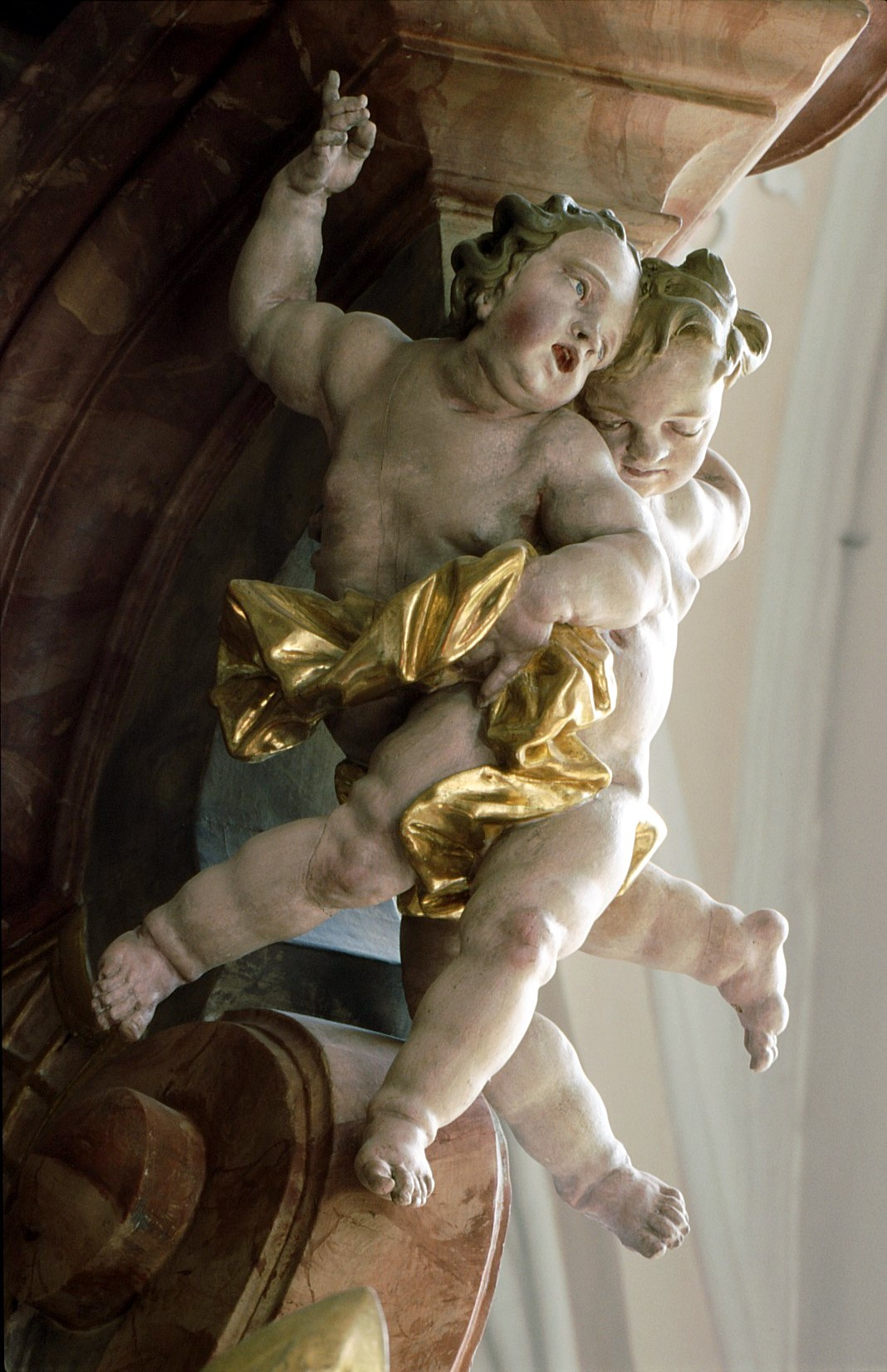
Putten in Speiden
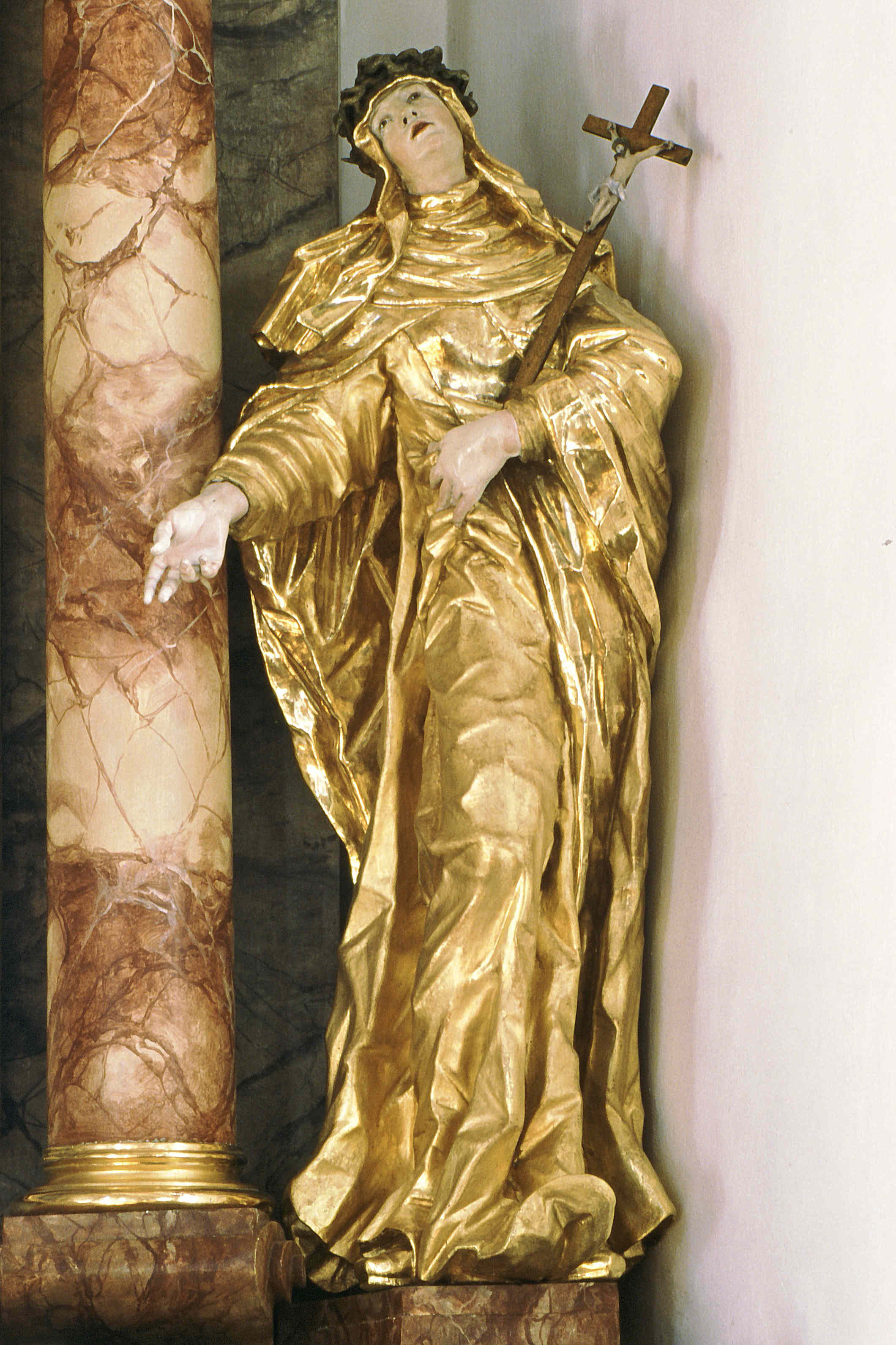
Hl. Katharina von Siena in Rettenberg
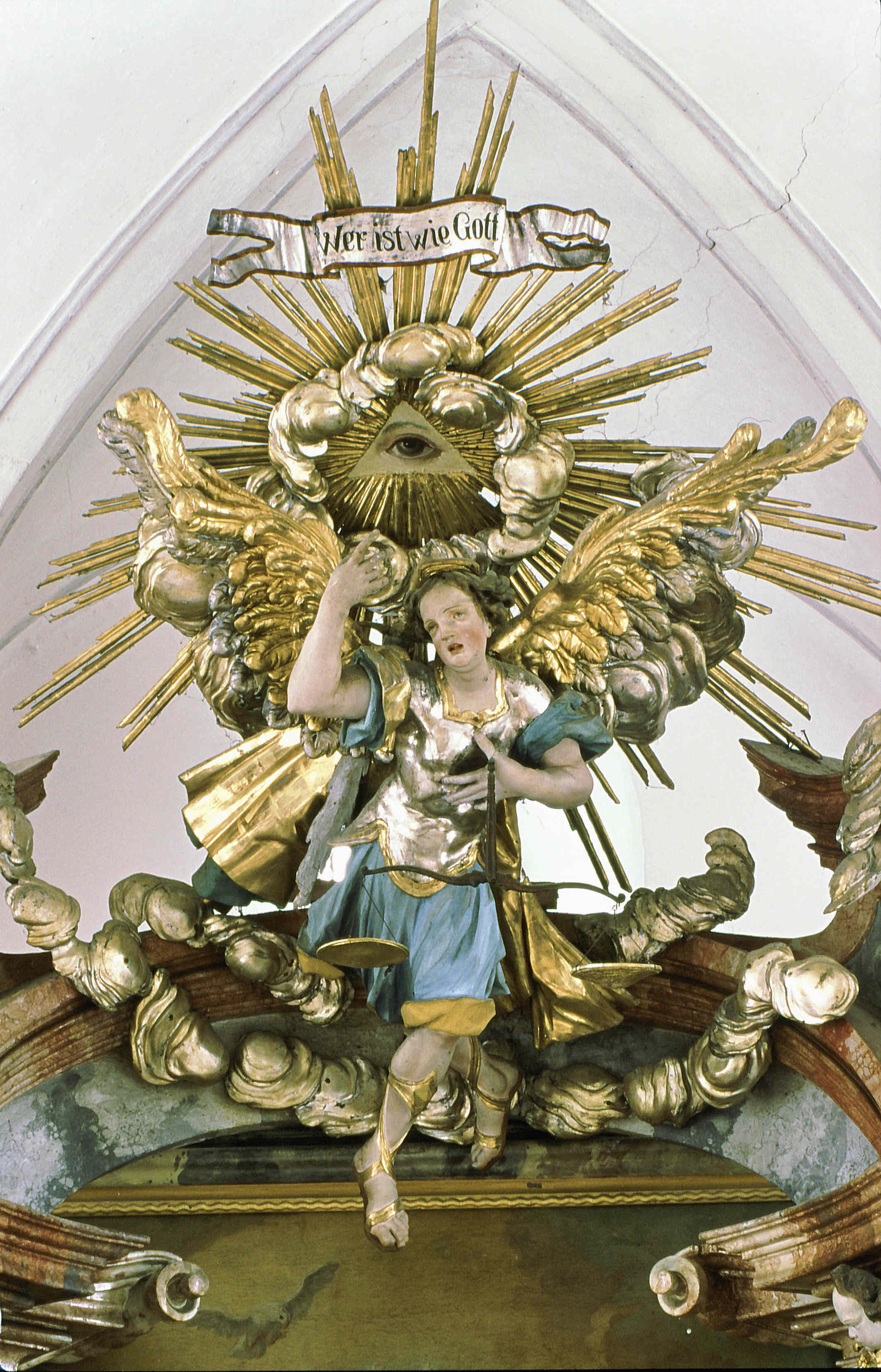
Hl. Michael in Kranzegg
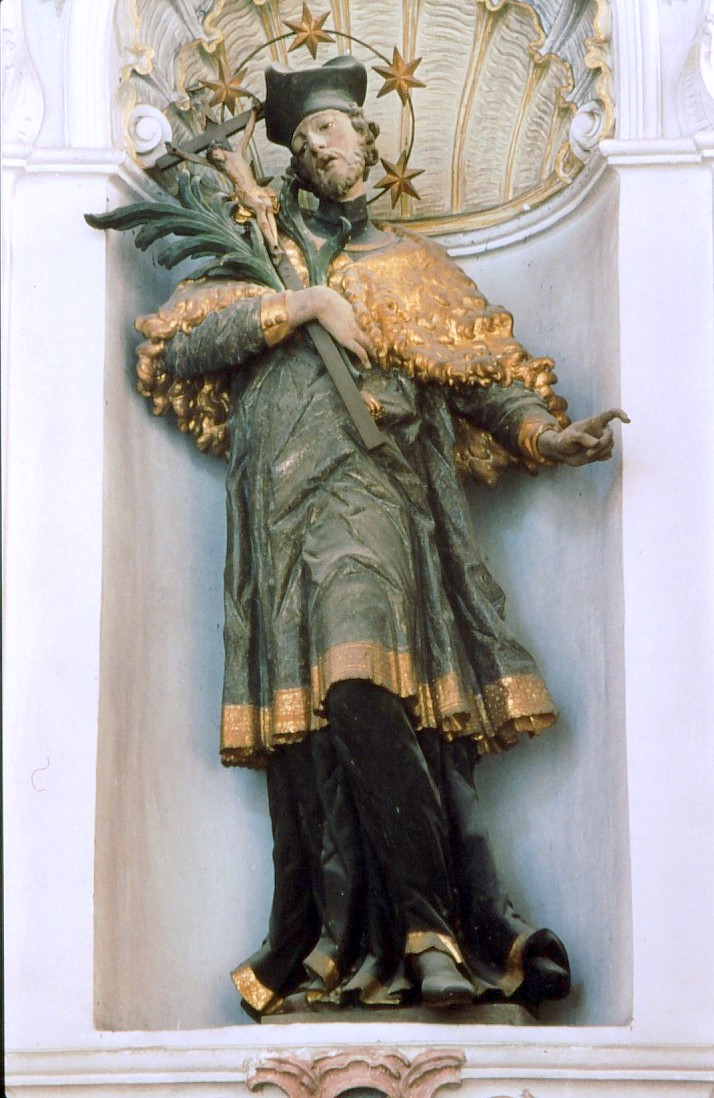
Hl. Johannes Nepomuk in Dillingen